# Csongor Vékony
Csongor Levente Vékony (maďarsky Vékony Csongor Levente; * 9. dubna 1997, Szatmárnémeti) je maďarský politolog a pravicový politik, předseda budapešťské místní organizace Hnutí Naše vlast (Mi Hazánk Mozgalom) a její mládežnické organizace Mi Hazánk Ifjai.

## Biografie
Narodil se v roce 1997 v etnicky maďarském městě Szatmárnémeti v severozápadním Rumunsku, ale vyrůstal ve městě Nyírbátor v župě Szabolcs-Szatmár-Bereg ve východním Maďarsku, kde odmaturoval na Báthory István Gimnázium és Szakközépiskola. V roce 2015 se přestěhoval do budapešťské čtvrti Kőbánya. Roku 2019 získal obhajobou práce Účinky genderové ideologie na křesťanskou rodinu titul v oboru politologie se zaměřením na historii na Katolické univerzitě Petra Pázmánye v Budapešti. Koncem roku 2022 založil spolek Magyar Életvédők Egyesület, který funguje i jako vydavatelství.

### Politická kariéra
Od roku 2018 je členem radikálně pravicového Hnutí Naše vlast (Mi Hazánk Mozgalom), za které ve volbách do Evropského parlamentu roku 2019 kandidoval až na nevolitelném 57. místě. V prosinci roku 2019 byl zvolen jedním z místopředsedů budapešťské místní organizace, posléze byl v únoru 2020 na kongresu zvolen celostátním předsedou mládežnické organizace Mi Hazánk Ifjai.
V parlamentních volbách v roce 2022 kandidoval za Hnutí Naše vlast v jednomandátovém volebním obvodu č. 9 v Budapešti.
Ve volbách do Evropského parlamentu roku 2024 kandiduje na 18. místě kandidátní listiny Hnutí Naše vlast a zároveň v komunálních volbách konaných ve stejném termínu kandiduje na 2. místě kandidátní listiny do zastupitelstva hlavního města Budapešti.

## Soukromý život
Dne 27. června 2020 se jeho manželkou stala zdravotní sestra Judit Vékonyné Vadon, se kterou má dvě dcery.

## Dílo
- VÉKONY, Csongor Levente. Amikor az ember gondolkodása érni kezd (avagy álomban élve). [s.l.]: [s.n.], 2016. 251 s. ISBN 2399963500787. (maďarsky)[7]
- VÉKONY, Csongor Levente. A nemi identitás válsága. Budapest: Magyar Életvédők Kézikönyve, 2022. 152 s. ISBN 9786150140506. (maďarsky)[8]